# Argyreus javanica
Argyreus javanica är en fjärilsart som beskrevs av Charles Oberthür 1899. Argyreus javanica ingår i släktet Argyreus och familjen praktfjärilar. Inga underarter finns listade i Catalogue of Life.